# سورن هينركسن
سورن هينركسن (بالدنماركية: Søren Henriksen)‏ هو لاعب كرة قدم دنماركي، ولد في 4 فبراير 1992 في Farum ‏ في الدنمارك. لعب مع نادي كويه ‏.

## وصلات خارجية
- سورن هينركسن على موقع قاعدة بيانات كرة القدم.إي يو (الإنجليزية)
- سورن هينركسن على موقع Soccerway.com (الإنجليزية)
- سورن هينركسن على موقع AS.com (الإسبانية)